# Complies

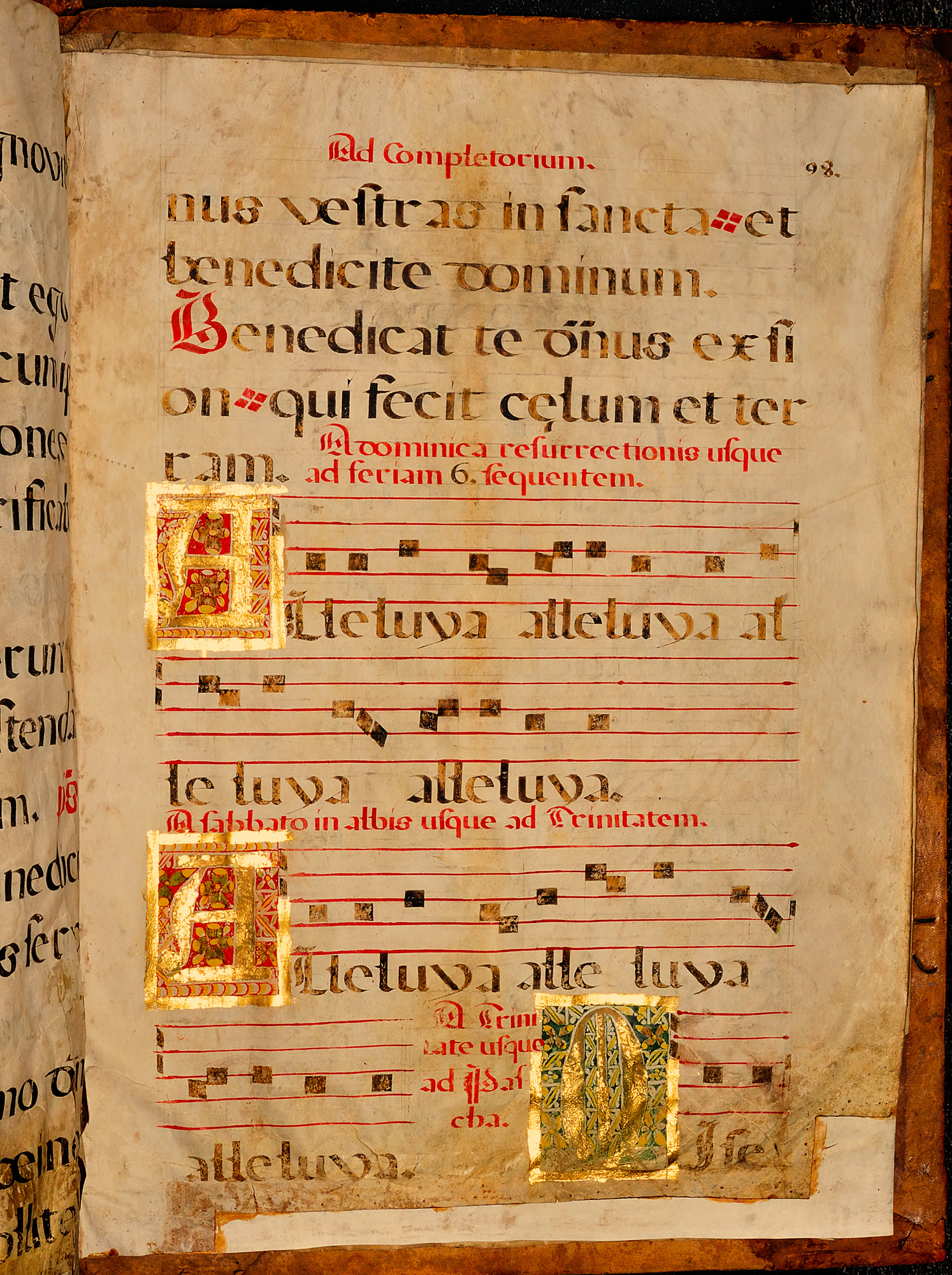
Partition d'une prière des complies (Espagne, XVIe siècle-XVIIe siècle)

Les complies (du latin : completorium, « achevé, terminé ») sont la dernière prière chrétienne du jour (après le coucher du soleil) dans la Liturgie des Heures (prière quotidienne chrétienne).
Elle est chantée par les fidèles peu après le coucher du soleil et juste avant d'aller dormir. Dans les monastères, cette prière est suivie d'un grand silence qui durera jusqu'à l'office des laudes. Le grand silence est conservé en général jusqu'à neuf heures du matin environ, jusqu'après l'office de tierce (dans les monastères bénédictins et cisterciens principalement). Les clercs séculiers sont astreints eux aussi à cet office de complies ; ils peuvent le dire à une heure adaptée à leur activité pastorale, mais de préférence peu avant le coucher.
En dehors du catholicisme, les complies font partie des liturgies luthérienne, anglicane et orthodoxe. Luther les a introduites dans le Petit catéchisme qui est destiné aux familles et a ainsi réussi une diffusion large au sein de la chrétienté protestante. Dans le rite byzantin, on appelle ces prières apodeipnon.